# Kew Bulletin
Kew Bulletin (abreviado Kew Bull.) es una revista con descripciones botánicas que es editada por el Real Jardín Botánico de Kew desde el año 1946, fue precedida por Bulletin of Miscellaneous Information Kew.

## Características
Es una revista científica sobre la taxonomía de plantas y hongos que es publicado por Springer Science + Business Media, en nombre del Real Jardín Botánico de Kew. Fue establecida en 1887. Artículos sobre palinología, citología, anatomía, fitogeografía y fitoquímica que se relacionan con la taxonomía que también se incluye.
Kew Boletín comenzó como Bulletin of Miscellaneous Information Kew, iniciado en 1887 por William Turner Thiselton-Dyer, entonces director del Real Jardín Botánico de Kew. Su objetivo era facilitar la comunicación entre los botánicos de Kew y partes distantes del Imperio británico y priorizar el estudio de la información de importancia económica.